# Musah Nuhu
Musah Nuhu (Accra, 17 gennaio 1997) è un calciatore ghanese, difensore del San Gallo.

## Caratteristiche tecniche
È un difensore centrale.

## Carriera

### Club
Cresciuto nel settore giovanile del Wa All Stars, fra il 2016 ed il 2018 ha giocato nella massima serie ghanese con New Edubiase Utd e WAFA, prima di venire notato dal San Gallo che lo ha acquistato in prestito nel calciomercato estivo. Non utilizzato nella prima metà di stagione, da febbraio in poi è stato impiegato con regolarità collezionando 13 incontri e segnando una rete, numeri che gli valgono il riscatto al termine del campionato. Il 5 giugno è stato convocato dal Ghana a distanza di due anni dall'ultima volta, ma il giorno seguente si è rotto il legamento crociato anteriore nel corso di un allenamento.

### Nazionale
Ha debuttato con la nazionale ghanese il 12 agosto 2017 disputando l'incontro di qualificazione per il campionato delle nazioni africane 2018 pareggiato 2-0 contro il Burkina Faso.

## Statistiche
Statistiche aggiornate al 27 febbraio 2020.

### Presenze e reti nei club
| Stagione        | Squadra          | Campionato      | Campionato | Campionato | Coppe nazionali | Coppe nazionali | Coppe nazionali | Coppe continentali | Coppe continentali | Coppe continentali | Altre coppe | Altre coppe | Altre coppe | Totale | Totale | Totale |
| Stagione        | Squadra          | Comp            | Pres       | Reti       | Comp            | Pres            | Reti            | Comp               | Pres               | Reti               | Comp        | Pres        | Reti        | Pres   | Reti   |        |
| --------------- | ---------------- | --------------- | ---------- | ---------- | --------------- | --------------- | --------------- | ------------------ | ------------------ | ------------------ | ----------- | ----------- | ----------- | ------ | ------ | ------ |
| 2016            | New Edubiase Utd | PL              | 21         | 0          | CG              | 0               | 0               |                    | -                  | -                  |             | -           | -           | 21     | 0      |        |
| 2017            | WAFA             | PL              | 28         | 2          | CG              | 0               | 0               |                    | -                  | -                  |             | -           | -           | 28     | 2      |        |
| 2018-2019       | San Gallo        | ASL             | 13         | 1          | CS              | 0               | 0               |                    | -                  | -                  |             | -           | -           | 13     | 1      |        |
| 2019-2020       | San Gallo        | ASL             | 0          | 0          | CS              | 0               | 0               |                    | -                  | -                  |             | -           | -           | 0      | 0      |        |
| Totale carriera | Totale carriera  | Totale carriera | 62         | 3          |                 | 0               | 0               |                    | -                  | -                  |             | -           | -           | 62     | 3      |        |

### Cronologia presenze e reti in nazionale
| Cronologia completa delle presenze e delle reti in nazionale ― Ghana | Cronologia completa delle presenze e delle reti in nazionale ― Ghana | Cronologia completa delle presenze e delle reti in nazionale ― Ghana | Cronologia completa delle presenze e delle reti in nazionale ― Ghana | Cronologia completa delle presenze e delle reti in nazionale ― Ghana | Cronologia completa delle presenze e delle reti in nazionale ― Ghana | Cronologia completa delle presenze e delle reti in nazionale ― Ghana | Cronologia completa delle presenze e delle reti in nazionale ― Ghana |
| Data                                                                 | Città                                                                | In casa                                                              | Risultato                                                            | Ospiti                                                               | Competizione                                                         | Reti                                                                 | Note                                                                 |
| -------------------------------------------------------------------- | -------------------------------------------------------------------- | -------------------------------------------------------------------- | -------------------------------------------------------------------- | -------------------------------------------------------------------- | -------------------------------------------------------------------- | -------------------------------------------------------------------- | -------------------------------------------------------------------- |
| 12-8-2017                                                            | Ouagadougou                                                          | Burkina Faso                                                         | 2 – 2                                                                | Ghana                                                                | Qual. CHAN 2018                                                      | -                                                                    |                                                                      |
| 20-8-2017                                                            | Kumasi                                                               | Ghana                                                                | 1 – 2                                                                | Burkina Faso                                                         | Qual. CHAN 2018                                                      | -                                                                    |                                                                      |
| Totale                                                               |                                                                      | Presenze                                                             | 2                                                                    |                                                                      | Reti                                                                 | 0                                                                    |                                                                      |